# Малі Геївці
Малі́ Геївці — село в Україні, в Ужгородському районі Закарпатської області. Підпорядковане Великогеєвецькій сільській раді.

## Географія
Село розташоване на річці Латориця.

### Присілки
Хутори
Хутори — обєднане з селом Малі Геєвці рішенням облвиконкому Закарпатської області № 155 від 15.04.1967
Перша згадка у XIX столітті

## Історія
На південно-східній околиці Малих Геївців, в урочищі Дийнеш Егрі, на ледь помітному підвищенні — тришарове поселення доби неоліту і енеоліту. Дослідження проводив Ф. М. Потушняв в 1974 році і засвідчив шари культури алфельдської і мальованої кераміки, шари тисо-полгарської та баденської культур. В урочищі Стороріччя, що на віддалі 3 кілометра в південно-східному напрямку від села, поселення ранньозалізного віку VI—IX століть до нашої ери (куштановицька культура). Досліджувалося І. І. Поповичем в 1973—1975 роках. Виявлено житла, господарсько-виробничі споруди.
В урочищі Сиг розташоване двошарове поселення III—IV і VIII—IX століттях нашої ери. Досліджувалося експедицією УжДУ в 1975 році. Відкрито два напівземлянкові житла, господарські ями. В околицях села знайдено бронзовий скарб, у складі якого первісно знаходилися десятки бронзовий виробів. Збереглися чотири чекано-молоти, меч з полоскою і черенкоподібною рукояткою.
Перша згадка у 1394 році під назвою Geyeuch. Місцевий ливарний цех засновано ще 1793 року Іштваном Ласло — землевласником з комітату Унґ.
Відомі дворянські роди, що проживали у селі: Еґрі, Панкотай, Ладані, Яворський, Бенко, Дарані, Бурок, Беленський, Рацкові, Нодь, Кіш, Ласло, Барток, Діошегі, Федьвернекі, Берегі.
В селі зафіксовано герб родини Бенко, вінбув отриманий від імператора Фердинанда II в 1619 році і опублікований в комітаті Унг. Перший предок родини Федьвернекі родом із села — Ісаак Федьвернекі в 1568 році.
Панкотай отримала село у користування від Фердинанда II 27 листопада 1559 року.
Церква Успіння пр. Богородиці. 1992.
У 1940 р. в селі було 516 реформатів, 305 греко-католиків, 147 римо-католиків, 38 євреїв. Греко-католицька церква діяла в пристосованому будинку з вальків (саману). Вівтарний образ намалював Й. Бокшай, а подарували його церкві Ференц Орос з дружиною Єлизаветою Бийреш.
У 1949 р. радянський режим ліквідував знамениту фабрику виробництва дзвонів Ференца Еґрі, а приміщення перетворено на колгоспні склади. У 1956 р. греко-католицьку церкву закрили, а згодом переобладнали під столярну майстерню.
У 1989 р. громада відновила діяльність, а в 1992 р. стараннями Амбруша Долґоша та останнього робітника дзвонарні Йосипа Койсо під церкву пристосували вцілілу будівлю колишньої фабрики. На кошти всіх жителів села будинок переробили, і 15 серпня 1991 р. відбулася перша служба Божа. Перед входом встановили дзвіницю з одним дзвоном Ф. Еґрі, що зберігся, виготовленим 1939 р. Через рік храм освятили єпископи Іван Маргітич та Йосип Головач.

## Політика

### Парламентські вибори, 2019
На позачергових парламентських виборах 2019 року у селі функціонувала окрема виборча дільниця № 210577, розташована у приміщенні школи.
Результати
- зареєстрований 561 виборець, явка 43,67 %, найбільше голосів віддано за «Слугу народу» — 62,72 %, за Всеукраїнське об'єднання «Батьківщина» — 11,40 %, за «Опозиційну платформу — За життя» — 6,14 %.[1] В одномандатному окрузі найбільше голосів отримав Йосип Борто (самовисування) — 73,36 %, за Андрія Андріїва (самовисування) — 8,61 %, за Роберта Горвата (самовисування) — 5,33 %[2].

## Пам'ятки
- Поселення (III—IV ст.);
- Поселення (X—VIII ст. до н. е.);
- Поселення (VI—III ст. до н. е.);
- Поселення багатошарове (кін. V тис. до н. е., кін. IV тис. до н. е., поч. III тис. до н. е., сер. III тис. до н. е.);
- Поселення (I ст. до н. е. — I ст. н. е.);
- Поселення багатошарове (XIV—XII ст. до н. е.);
- Поселення (VI—IV ст. до н. е.);

## Відомі жителі
- Ференц Еґрі — (народився тут 1864 року) — один з найвідоміших угорських виробників дзвонів 20 століття. Навіть в Австралії було знайдено дзвін з його ливарного виробництва.
- Ласло Боді — фронтмен відомої музичної групи «Републіка» (народився тут 1965 року).

## Туристичні місця
- На південно-східній околиці Малих Геївців, в урочищі Дийнеш Егрі, на ледь помітному підвищенні — тришарове поселення доби неоліту і енеоліту. Дослідження проводив Ф. М. Потушняв в 1974 році і засвідчив шари культури алфельдської і мальованої кераміки, шари тисо-полгарської та баденської культур.
- В урочищі Стороріччя, що на віддалі 3 кілометра в південно-східному напрямку від села, поселення ранньозалізного віку VI—IX століть до нашої ери (куштановицька культура). Досліджувалося І. І. Поповичем в 1973—1975 роках. Виявлено житла, господарсько-виробничі споруди.
- В урочищі Сиг розташоване двошарове поселення III—IV і VIII—IX століттях нашої ери. Досліджувалося експедицією УжДУ в 1975 році. Відкрито два напівземлянкові житла, господарські ями.
- В околицях села знайдено бронзовий скарб, у складі якого первісно знаходилися десятки бронзових виробів. Збереглися чотири чекано-молоти, меч з полоскою і черенкоподібною рукояткою.
- храм Успіння пр. Богородиці. 1992.  Вівтарний образ намалював Й. Бокшай
- У 1949 р. радянський режим ліквідував знамениту фабрику виробництва дзвонів Ференца Еґрі, а приміщення перетворено на колгоспні склади.